# Stéphane Plaza Immobilier
Stéphane Plaza Immobilier est un réseau français d’agences immobilières créé en 2015 par l’animateur télé du même nom en association avec Bernard de Crémiers et Patrick-Michel Khider deux anciens du réseau Laforêt et la chaîne de télévision M6. Stéphane Plaza y prête son nom et son image contre une part de 25,5 % du capital de l’entreprise. Le nom appartient à l'entreprise Stéphane Plaza France (SPF). Le réseau comptait 670 agences en 2022, mais après la condamnation de l’animateur pour « violences habituelles » sur sa compagne, il reste à l'été 2025 323 franchisés, auxquelles s'ajoutent 88 agences d'une nouvelle marque, Sixième Avenue.

## Historique
Dès la création du réseau, celui-ci dispose d'une forte notoriété, proche des réseaux les plus connus comme Orpi ou Century 21 conjointement à celle de l'animateur. Les coûts d'ouverture d'une agence restent élevés, entre le droit d'entrée de plusieurs dizaines de milliers d'euros et la redevance mensuelle.
En janvier 2022, le groupe M6 devient majoritaire au capital de la société à 51 %. Cette année là, l’entreprise, gérée et managée par Patrick-Michel Khider, dispose d'une rentabilité record de 50 %, pour 25 millions de chiffre d'affaires. 
L'entreprise verse à Stéphane Plaza 2,27 millions d'euros de dividendes au printemps 2024, portant ses dividendes totaux à 11,6 millions d'euros depuis 2017. En 2024, la franchise enregistre un chiffre d'affaires en recul de 15,2 % à 21,4 millions d'euros et un bénéfice net diminué de 30 % à 8,9 millions d'euros. Cette même année, le nombre d'agences réduit, consécutivement aux déboires judiciaires de l'animateur doublés d'une crise immobilière qui perdure en France. Cette affaire judiciaire, toujours en cours début 2025, fragilise le nom et créé un sentiment d’inquiétude auprès des franchisés, craignant un « jugement défavorable » pour l'animateur : pourtant, le nom « Stéphane Plaza » est alors valorisé 800 000 euros dans les comptes de l'entreprise SPF.
La condamnation de Stéphane Plaza, en février 2025, « vient vider la marque Stéphane Plaza Immobilier de sa substance », selon l'avocat d'agences voulant quitter la franchise. Selon une autre avocate, « la visibilité de monsieur Stéphane Plaza, qui faisait autrefois la force du réseau, est devenue sa plus grande faiblesse ».
En avril 2025, le réseau immobilier comptait 527 agences selon le président de la marque, mais Le Monde en compte 323 à l'été 2025 (contre 670 en 2022).
En réponse à la baisse de notoriété du nom, le réseau propose aux franchisés de renommer leur agence « Sixième Avenue », et 88 d'entre eux avaient fait ce choix à l'été 2025, d'autres décidant simplement de sortir du réseau SPI,.